# Historial de la Grande Guerre
Das Historial de la Grande Guerre ist ein Museum zum Ersten Weltkrieg in Péronne an der Somme im Norden Frankreichs.

## Vorgeschichte
Die Idee, an der Somme ein Museum zum Ersten Weltkrieg zu bauen, entstand Mitte der 1980er Jahre im Generalrat des Départements Somme. Als Standort wurde Péronne gewählt, ein kleines Städtchen mit 8.200 Einwohnern, das in der Region Picardie im Norden Frankreichs ca. 130 km nördlich von Paris liegt. Im Zuge der von der Regierung von François Mitterrand eingeleiteten Dezentralisierung hatten die Regionen in Frankreich nicht nur neue Kompetenzen, sondern auch die Möglichkeit erhalten, eine bestimmte Summe öffentlicher Mittel für Investitionen in der Region eigenverantwortlich einzusetzen. Ansatzpunkt für die Entscheidung, mit dem Geld ein Museum zum Ersten Weltkrieg zu bauen, war die Vielzahl von Touristen, die jedes Jahr die Schlachtfelder und Erinnerungsorte des Ersten Weltkrieges in der Region besuchen.
Auf beiden Seiten des Flusses Somme westlich von Péronne hatte sich von Ende Juni bis Ende November 1916 die größte und zugleich verlustreichste Schlacht des Ersten Weltkrieges ereignet. Innerhalb von nur fünf Monaten waren 420.000 Briten, 204.000 Franzosen und 465.000 Deutsche gefallen, vermisst, verwundet oder gefangen genommen worden. Vor allem die britischen Verluste übertrafen noch die schlimmsten Erwartungen ihrer militärischen Führung. Allein am 1. Juli 1916, an dem nach einwöchigem Granatfeuerbeschuss der Sturm auf die deutschen Stellungen begann, verloren die britischen Streitkräfte 57.470 Mann; davon waren 19.240 gefallen. Der 1. Juli 1916 wurde damit zum blutigsten Tag der britischen Militärgeschichte. Mit dem Tragen von roten Mohnblumen aus Papier, den Remembrance Poppies, ehren die Briten noch heute ihre Gefallenen. Mit der Aufnahme der Mohnblume in die Embleme des Museums und die Hinweisschilder der „Erinnerungs-Rundfahrt“ zu den Gedenkorten der Somme-Schlacht ist sie zum Wahrzeichen der britischen Erinnerungskultur geworden.
Aus dem Ansatz, den vorhandenen Tourismus mit dem Bau eines neuen Museums zu unterstützen und möglichst auszubauen, entwickelte sich die Idee, den Ersten Weltkrieg nicht nur aus französischer Sicht, sondern aus der Sicht aller an der Somme-Schlacht beteiligten Nationen darzustellen. Zur Unterstützung der Museumsleitung wurde ein Centre de Recherche gegründet, das nach dem französischen Vereinsgesetz eine selbständige Organisation darstellt. Dessen Leitung (comité directeur) bestand aus jeweils mehreren Wissenschaftlern aus Frankreich, Großbritannien und Deutschland, die im Schwerpunkt ihrer Forschung mit Fragen des Ersten Weltkrieges befasst waren, wie Jean-Jacques Becker, Stéphane Audoin-Rouzeau, Jay Winter, Gerd Krumeich und Annette Becker. Diese Historiker waren nicht nur bei der Erstellung des Konzeptes und während des Baus und der Einrichtung des Museums tätig, sondern arbeiten noch heute eng mit dem Museum zusammen.
Heute hat dieses comité directeur folgende Zusammensetzung:
- Jean-Jacques Becker (Alterspräsident),
- Stéphane Audoin-Rouzeau (Präsident)
- Caroline Fontaine (Directrice),
- Annette Becker, Gerd Krumeich, Jay Winter (Vizepräsidenten),
- Nicolas Beaupré, Annie Deperchin, Franziska Heimburger, John Horne, Heather Jones, Philippe Nivet, Anne Rasmussen, Laurence Van Ypersele und Arnt Weinrich[1]

## Architektur
Im Jahr 1987 wurde ein Architekturwettbewerb zum Gebäude des neu zu bauenden Museums ausgeschrieben. Sieger des Wettbewerbs war der aus Peru stammende, seit mehr als 20 Jahren in Frankreich lebende Architekt Henri Ciriani. Ciriani gelang es, mit seinem Entwurf das neue Gebäude harmonisch mit dem mittelalterlichen Château de Péronne zu verschmelzen, in dessen Innenhof der Neubau integriert wurde. Auf der anderen Seite grenzt der Neubau aus weißem Beton an einen Park und an einen kleinen See. Aufgrund der Hanglage zum See ruhen die Ausstellungsräume auf schlanken Pfählen, die teilweise direkt im Wasser stehen. Dies verleiht der Architektur, die sich in einer überzeugenden und nüchternen Sprache ausdrückt und ohne jegliche bombastische Übertreibung auskommt, eine gewisse Eleganz. Das Wasser des Sees, der Park und die Rasenflächen werden durch die großen Scheiben in das Gesamtensemble des Museums integriert. Die Backsteinmauern des Chateaus reflektieren ein weiches, farbenfrohes Licht in die Ausstellungsräume, das den Aufenthalt in den Räumen angenehm beeinflusst.
Der Neubau wurde von 1989 bis 1992 errichtet und am 1. August 1992 offiziell eingeweiht. Auf 4.236 m² Fläche sind das Museum und ein angeschlossenes internationales Forschungs- und Dokumentationszentrum untergebracht. Die Investitionskosten betrugen 95 Millionen französische Francs (= 14,5 Mio. €).

## Konzept der Ausstellung

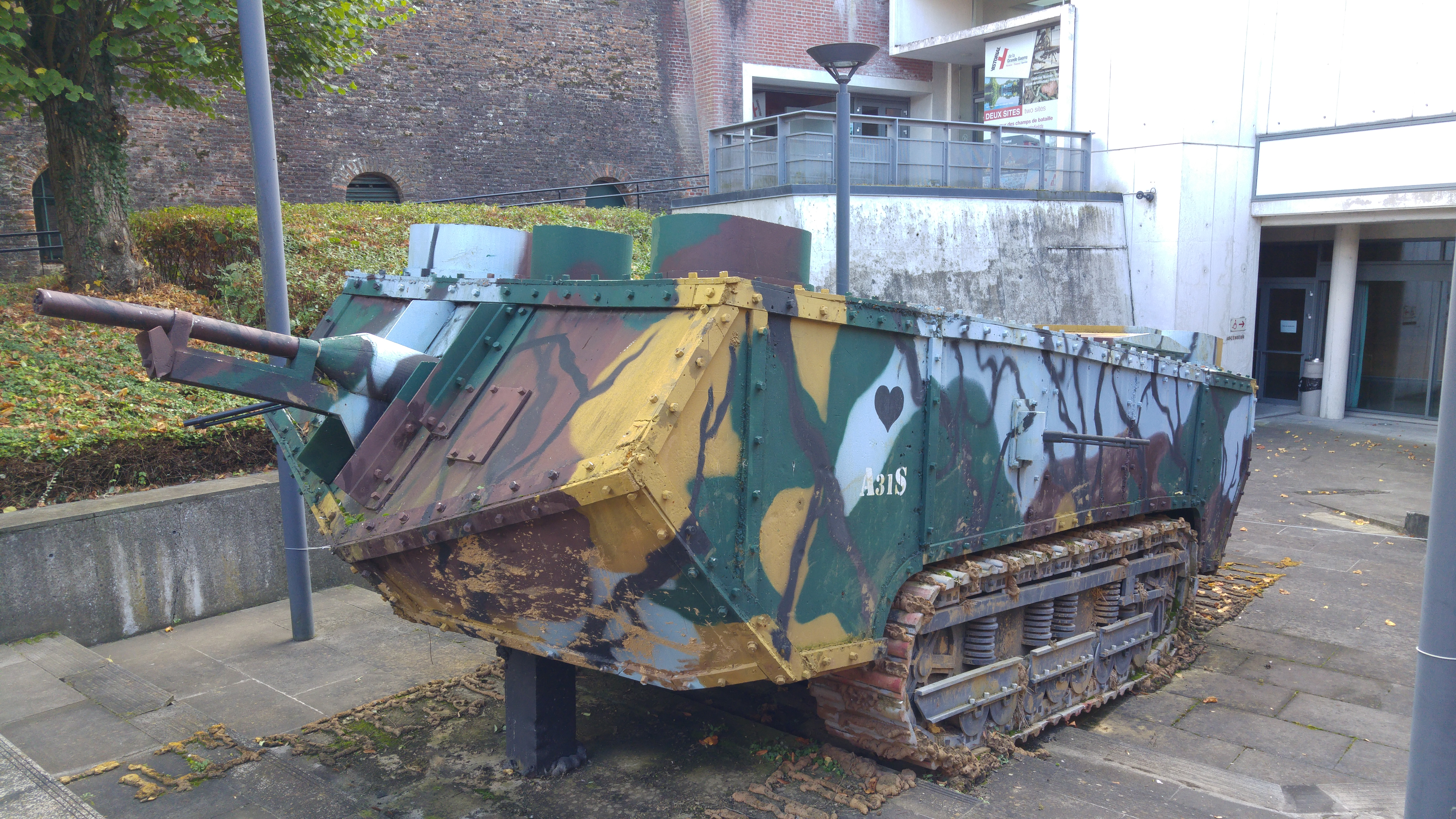
Lebensgroßes Modell Panzer Saint-Chamond im Innenhof

Das Historial de la Grande Guerre ist ein sozial- und mentalitätsgeschichtlich orientiertes Museum, das zeigt, wie sich die Denk- und Anschauungsweisen von Soldaten und Zivilisten von der Vorkriegszeit über die Kriegszeit bis zur Nachkriegszeit entwickelt haben. Die ausgestellten Gegenstände sind in französischer, englischer und deutscher Sprache bezeichnet und zum Teil auch in ihrer Funktion beschrieben. Sie stammen aus diesen drei Ländern und ermöglichen eine parallele internationale Betrachtung der wirtschaftlichen, kulturellen, sozialen und politischen Faktoren von der Vorkriegs- bis zur Nachkriegszeit.
Der Erste Weltkrieg wird aus einer internationalen Perspektive dargestellt, ohne die verschiedenen nationalen Gesichtspunkte zu vernachlässigen. Das Konzept geht davon aus, dass das Interesse der Besucher an geschichtlichen Zusammenhängen am besten dadurch zu wecken ist, dass ihnen eine Vielfalt oft widersprüchlicher Standpunkte präsentiert wird.
In der Ausstellung werden die Vorgeschichte und die Ursachen des Ersten Weltkriegs ebenso beleuchtet wie das Alltagsleben im Krieg und die zunehmende Totalisierung eines durch Industrie und Technik geprägten Krieges bis hin zu seinen politischen und kulturellen Folgen. Dabei wird auf militärisches Gerät nicht gänzlich verzichtet, aber im Mittelpunkt steht nicht der Kriegs- und Schlachtenverlauf, sondern die Auswirkungen auf die Menschen; die einzelnen Ausstellungsstücke veranschaulichen die Stimmung vor dem Angriff, die Trauer über den Verlust eines Kameraden, aber auch Hygiene, Ernährung, medizinische Versorgung, Soldatenhumor oder Fronturlaub. In den Wandvitrinen wird ausschließlich das zivile Leben in Großbritannien, Frankreich und Deutschland auf drei Ebenen übereinander abgebildet. Die Form der vergleichenden Darstellung ermöglicht es, sowohl die Gemeinsamkeiten als auch die Unterschiede in den einzelnen Ländern aufzuzeigen. Besonderer Wert wird auf die Darstellung der Religiosität im Krieg und verschiedener Formen von Propaganda in den einzelnen Ländern gelegt.
Von der Ausstellungskonzeption her wird der Besucher nicht „an die Hand genommen“ und mit Erläuterungen durch eine zeitliche Abfolge historischer Ereignisse geführt, sondern er ist angehalten, sich durch die Auseinandersetzung mit den Ausstellungsgegenständen selbst ein Bild zu machen. Dabei helfen schriftliche Erläuterungen zu einzelnen Gegenständen und eine Vielzahl von Karten, die die Verhältnisse vor und nach dem Krieg mit dem Kriegsverlauf verdeutlichen. Zusätzlich gibt es zu einzelnen mit Nummern bezeichneten Ausstellungsstücken die Gelegenheit, Erläuterungen in französischer, englischer und deutscher Sprache über einen Audioguide abzurufen, der von den Historikern des Centre de Recherche erarbeitet und gesprochen wurde.
Zur Museumskonzeption gehört ein pädagogisches Konzept mit Unterrichtsmaterial für Lehrer, um den Besuch des Museums durch Schulklassen für die Schülerinnen und Schüler möglichst gewinnbringend zu gestalten.
Dem Museum angeschlossen ist ein internationales Forschungs- und Dokumentationszentrum, das ebenfalls von dem mit internationalen Wissenschaftlern besetzten Beirat profitiert und in der Schnittstelle zwischen Geschichtswissenschaft und musealer Präsentation des Ersten Weltkrieges einen bedeutenden Beitrag bei der Präsentation der neuesten Forschungsergebnisse leistet. Ein zusätzlicher Ausstellungsraum, der nicht durch die Dauerausstellung belegt ist, bietet die Möglichkeit, die Resultate in Sonderausstellungen zu zeigen.
In der Region um Péronne hat das Historial de la Grande Guerre eine Erinnerungsfahrt (Circuit du Souvenir) eingerichtet. Auf dieser Tour kann man eine Vielzahl von Erinnerungsorten an die Schlacht an der Somme besuchen. Die Hinweisschilder sind mit einer roten Mohnblume (poppy flower) gekennzeichnet, die zum Wahrzeichen der britischen Erinnerungskultur an den Ersten Weltkrieg geworden ist.

## Präsentation der Ausstellung in den einzelnen Sälen

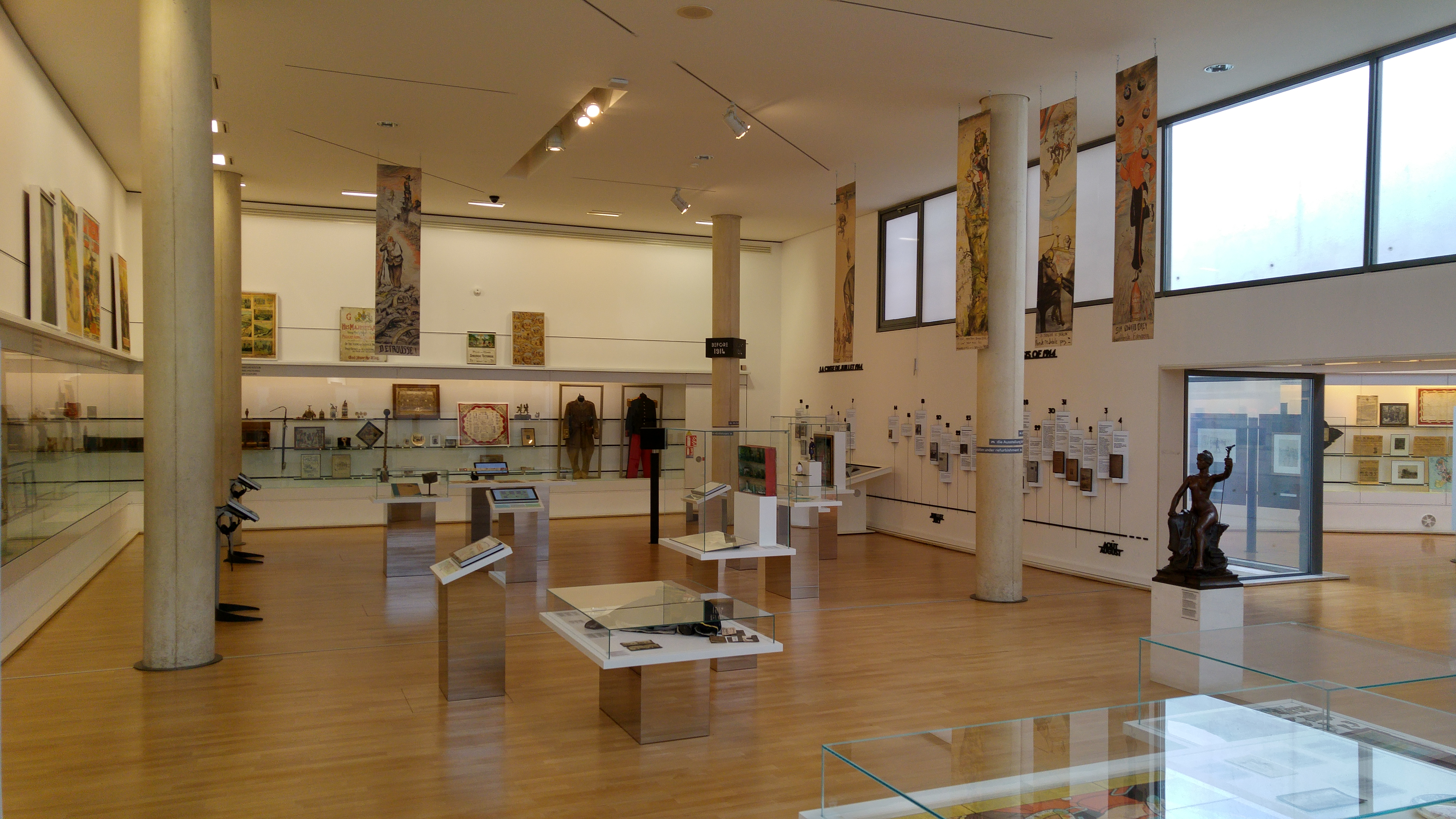
Saal 1

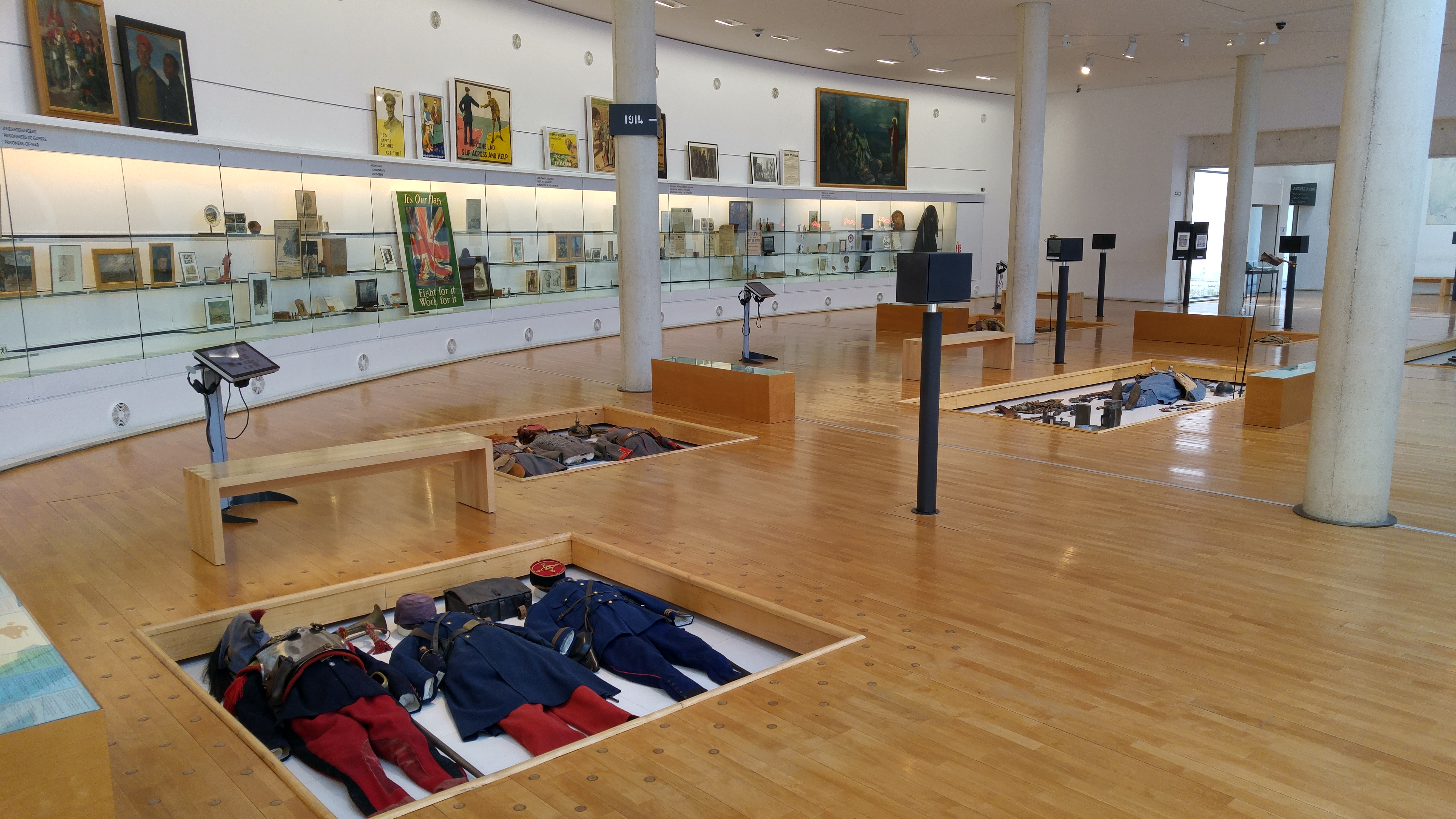
Saal 2: Überblick

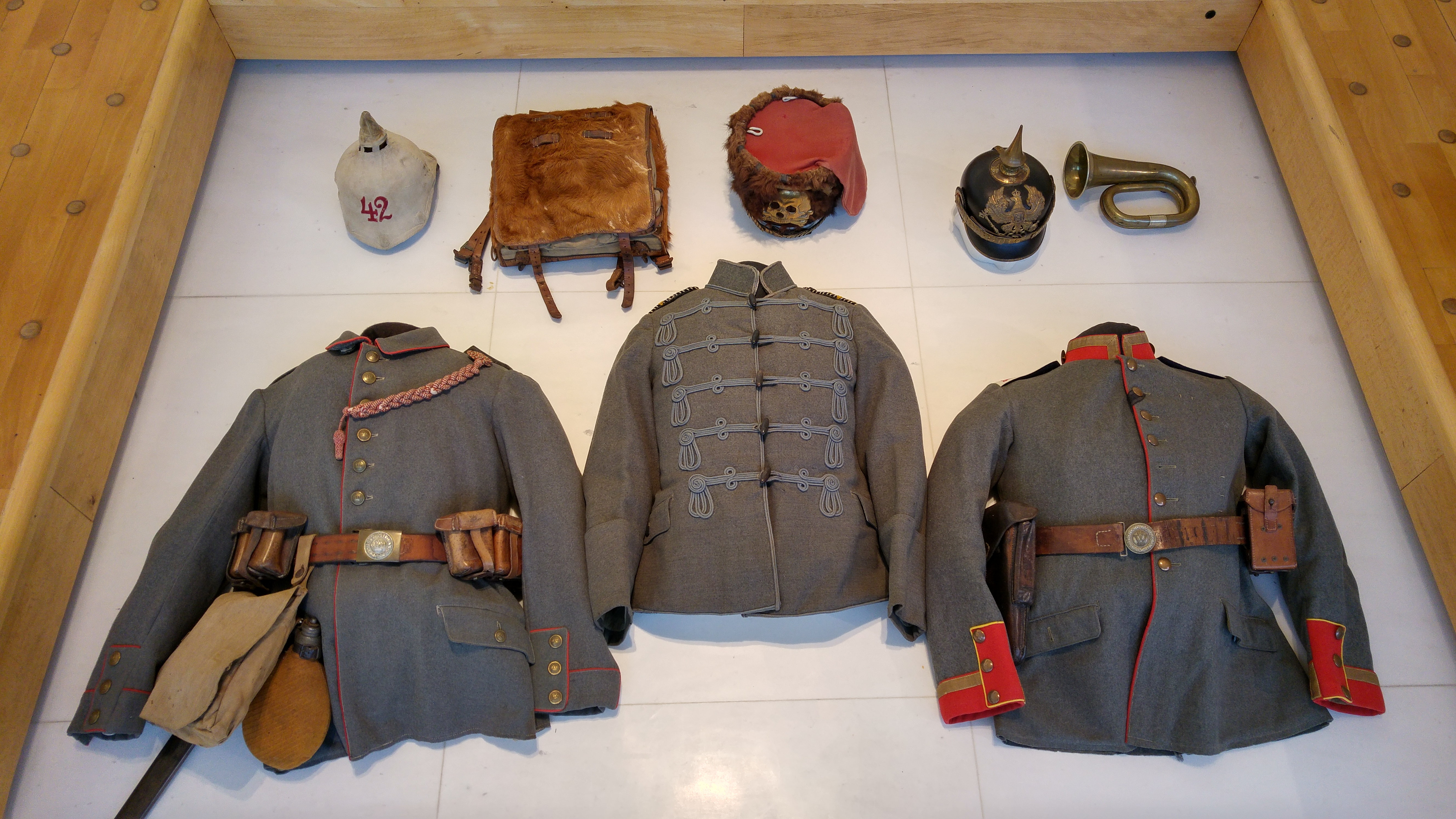
Saal 2: Deutsche Uniformen

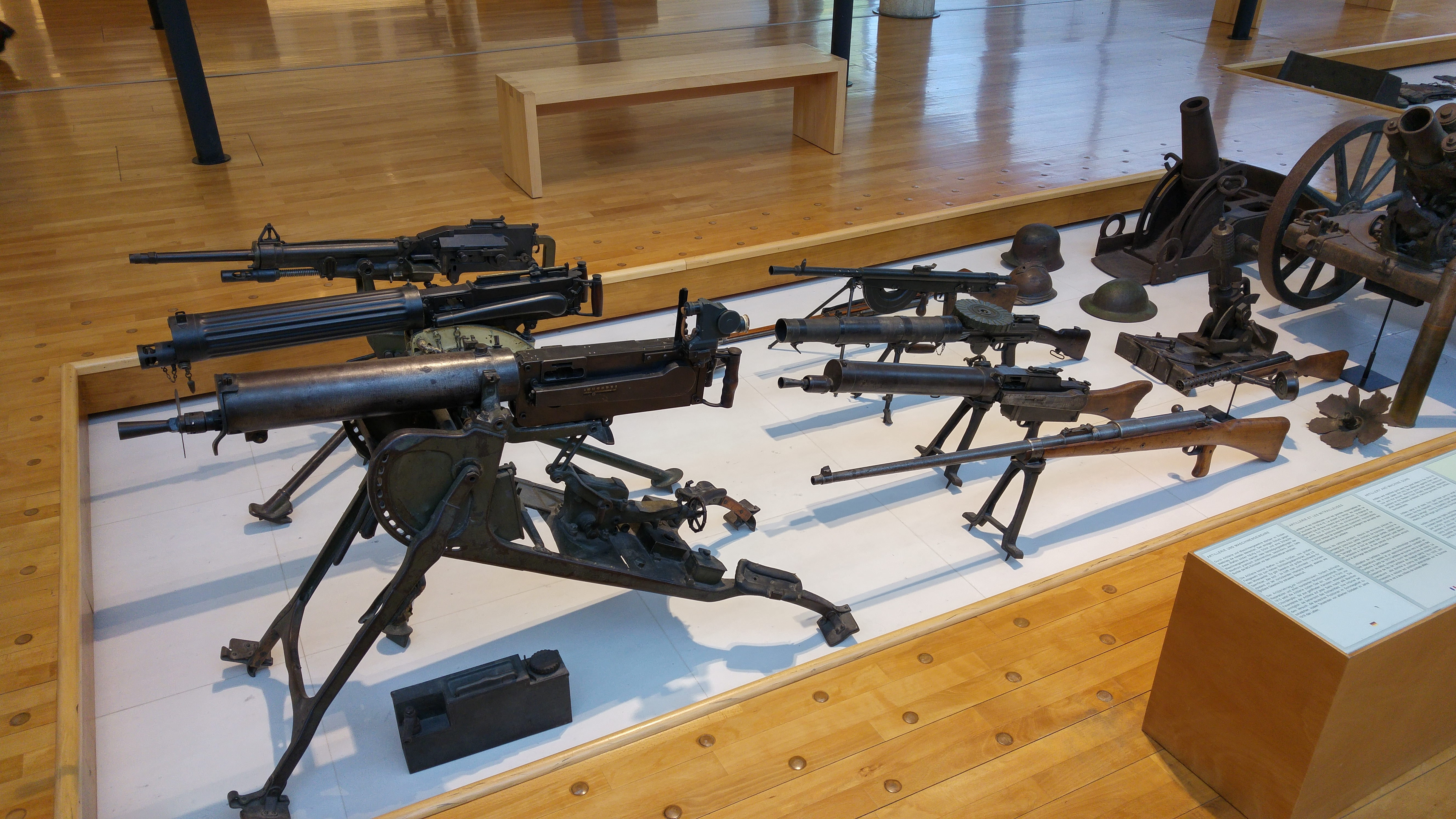
Saal 3: Waffen

Neben dem Foyer, der Cafeteria, einem Buch- und Souvenirshop und einem Saal für Wechselausstellungen besteht das Museum aus folgenden für das Publikum zugänglichen Räumen, die in der Reihenfolge eines üblichen Rundgangs durch den Besucher aufgeführt sind:

### Saal 1 (Vorkriegszeit)
Die Darstellung der Vorkriegszeit beginnt mit einer großen Karte, die die politischen Verhältnisse in Europa vor dem Ersten Weltkrieg zeigt. Besondere Beachtung findet die Situation im Reichsland Elsaß-Lothringen. Die Allianzen der europäischen Großmächte werden aufgezeigt. Die Flottenpolitik spielt in Großbritannien und in Deutschland eine herausragende Rolle. Durch eine deutsche Kolonialuhr wird der Anspruch Deutschlands deutlich gemacht, auch eine bedeutende Kolonialmacht sein zu wollen. Deutschland als aufstrebende Industrienation wird dargestellt durch einige technische Neuheiten bekannter deutscher Firmen. Technischer und industrieller Fortschritt in Deutschland wird symbolisiert durch Objekte des bedeutenden Architekten und Designers Peter Behrens. Modelle von deutschen und französischen Schulklassen regen zu einem Vergleich der Schulsysteme an. Gebrauchsgegenstände des zivilen Lebens zeigen Gemeinsamkeiten in den drei Ländern auf, während die Darstellung der Flottenpolitik auf den drohenden Konflikt hinweist.

### Zentraler Raum (Kriegsvorabend)
Im Vordergrund sind auf von der Decke hängenden Bahnen die Schwarz-Weiß-Fotos von Menschen vor dem Krieg abgebildet. Die Menschen sehen uns ähnlich; sie zeigen sich in friedlicher Atmosphäre im Kreis ihrer Familie, der Schulklasse oder von Freunden. Andere posieren stolz vor der Kamera. Hinter den Fotobahnen sind in Vitrinen die 50 Radierungen des Expressionisten Otto Dix aus der berühmten Mappe „Der Krieg“ ausgestellt. Otto Dix, der als Freiwilliger an der Somme kämpfte, vollendete dieses Werk 1924. In seinen Radierungen werden das Grauen und die Brutalität des Krieges in sehr nachdrücklicher Weise dargestellt. Seine Bilder bilden einen eindrucksvollen Kontrast zu den friedlichen Bildern des zivilen Lebens der Vorkriegszeit.

### Saal 2 (1914–1916)
Verschiedene Zeitungen aus Großbritannien, Frankreich und Deutschland berichten aus unterschiedlicher Sicht auf ihren Titelseiten über den Beginn des Krieges. Die Videomonitore zeigen Kriegsbegeisterung in London, Paris und Berlin. Die Soldaten werden von ihren Angehörigen verabschiedet. Dazwischen sind Gegenstände und Szenen aus dem Alltag zu sehen: Trauerkleidung, Kriegsspielzeug, Briefe, Feldpostkarten, Gedenktafeln für Gefallene. Kunstwerke verschiedener Künstler befassen sich mit unterschiedlichen Aspekten des Krieges und dem Leid der Bevölkerung. Oberhalb der Vitrinen regt ein großes Holzschild mit der Aufschrift „Nicht ärgern, nur wundern!“, das die Deutschen bei ihrem Rückzug aus Péronne an dem von britischen Granaten zerstörten Rathaus aufgehängt hatten, zum Nachdenken an.
In den flachen Gruben im Boden sind die unterschiedlichen Uniformen der am Krieg beteiligten Nationen ausgestellt. Dabei wurde darauf verzichtet, Schaufensterpuppen mit unterschiedlichen Gesichtern zu benutzen. Neben den Uniformen sind in den Gruben auch die jeweiligen Ausrüstungsgegenstände der Soldaten zu sehen: Helm, Gürtel, Spaten, Beil, Messer, Seitengewehr, Handgranate, Trinkflasche, Munition und beim britischen Soldaten ein komplettes Teeköfferchen mit Porzellantassen zum Fünf-Uhr-Tee. Da die Gruben nicht durch Glas, sondern nur durch Lichtschleusen gesichert sind, ist es möglich, alle Gegenstände ganz aus der Nähe ungehindert zu betrachten.

### Kinosaal
Im Kinosaal wird ein 30 Minuten langer Film von Laurent Veray mit dem Titel „En Somme“ in französischer und englischer Sprache gezeigt, der ohne nationales Pathos in sehr eindrucksvollen Bildern die Grausamkeit des Krieges und das Leiden der Menschen zeigt, ohne für eine der kriegsbeteiligten Länder Partei zu ergreifen.

### Saal 3 (1916–1918)
Die Totalisierung und Technisierung des Ersten Weltkriegs erreicht ihren Höhepunkt. Der Krieg hat das zivile Leben fern der Front mehr denn je erfasst. Die Versorgung der Bevölkerung ist zunehmend schwieriger. Plakate fordern die Bevölkerung auf, Knochen oder Obstkerne zu sammeln, damit sie verwertet werden können. Unter der Überschrift „Die Kartoffel rettete Deutschland“ wird dazu aufgefordert, mehr Kartoffeln anzubauen. Die Propagandaapparate aller Seiten laufen auf Hochtouren: Die Franzosen verhöhnen in Darstellungen Kaiser Wilhelm am Kreuz, Kaiser Franz Joseph am Galgen und den Kronprinzen als Zwerg. Frankreich wird von den Deutschen „eine Bordellnation“ genannt. Aber es gibt auch eher private, beschauliche Ausstellungsstücke wie die Scherenschnitte zur Illustration der Tätigkeiten der Frauen im Krieg.
Im militärischen Bereich wird die Mechanisierung und Automatisierung des Krieges anhand der verwandten Waffen dokumentiert: In den Vertiefungen im Boden sind Maschinengewehre, Minenwerfer, kleine Geschütze, Panzerfäuste und Handgranaten ausgestellt. Große Waffen wie Flugzeuge oder große Geschütze sind nur im Modell oder auf Bildern zu sehen. In Videofilmen wird der Einsatz der ersten Panzer gezeigt. Verschiedene Arten von Gasmasken zeigen die Entwicklung des Schutzes gegen den fortschreitenden Gaskrieg. Mechanische Selbstschutzgeräte sollen die Soldaten vor feindlichem Beschuss schützen. In einem Koffer ist das vollständige „Operations-Besteck“ eines französischen Feldarztes zu sehen.

### Saal 4 (Nachkriegszeit)
Die zurückkehrenden Soldaten werden in ihrer Heimat begrüßt. In Deutschland beginnen die politischen Auseinandersetzungen; ein Plakat im Stil der French Art warnt drastisch vor dem Spartakusbund. Die Kriegsinvaliden werden versorgt: Ein Videofilm zeigt Kriegsversehrte mit neu entwickelten Prothesen.
Seit Jahrzehnten und auch noch heute werden auf den ehemaligen Schlachtfeldern Gegenstände aus dem Ersten Weltkrieg wie Spaten, Helme, Messer usw. gefunden. In einer Ecke des Saales werden diese Gegenstände unbehandelt, so wie sie gefunden wurden, ausgestellt.